# Anna Sisková
Anna Sisková (* 1. Juli 2001) ist eine tschechische Tennisspielerin.

## Karriere
Sie gewann bislang sieben Titel im Einzel und 27 im Doppel auf der ITF Women’s World Tennis Tour.
Ihr erstes Profiturnier spielte sie im Juli 2015 im Doppel in Olmütz. Ihren ersten Turniersieg feierte sie im Doppel im August 2018 in Bukarest und im Einzel im Februar 2020 in Palmanova.

## Turniersiege

### Einzel
| Nr. | Datum            | Turnier             | Kategorie | Belag     | Finalgegnerin       | Ergebnis       |
| --- | ---------------- | ------------------- | --------- | --------- | ------------------- | -------------- |
| 1.  | 9. Februar 2020  | Palmanova           | ITF W15   | Sand      | Alba Rey Garcia     | 6:3, 6:1       |
| 2.  | 3. Januar 2021   | Monastir            | ITF W15   | Hartplatz | Amelie Van Impe     | 0:6, 6:4, 7:63 |
| 3.  | 10. Oktober 2021 | Lima                | ITF W25   | Sand      | Dea Herdželaš       | 3:6, 7:5, 6:0  |
| 4.  | 10. März 2024    | Scharm asch-Schaich | ITF W15   | Hartplatz | Katarína Kužmová    | 6:4, 4:6, 6:2  |
| 5.  | 2. Februar 2025  | Scharm asch-Schaich | ITF W15   | Hartplatz | Carol Young Suh Lee | 6:2, 7:5       |
| 6.  | 16. Februar 2025 | Scharm asch-Schaich | ITF W15   | Hartplatz | Carolyn Ansari      | 6:1, 6:3       |
| 7.  | 9. März 2025     | Scharm asch-Schaich | ITF W15   | Hartplatz | Elena-Teodora Cadar | 6:0, 6:3       |

### Doppel
| Nr. | Datum              | Turnier              | Kategorie      | Belag             | Partnerin            | Finalgegnerinnen                                    | Ergebnis                |
| --- | ------------------ | -------------------- | -------------- | ----------------- | -------------------- | --------------------------------------------------- | ----------------------- |
| 1.  | 24. August 2018    | Bukarest             | ITF $15.000    | Sand              | Natalie Suk          | Cristina Adamescu Andreea Ghițescu                  | 7:5, 6:4                |
| 2.  | 12. Oktober 2019   | Telawi               | ITF W15        | Sand              | Oana Georgeta Simion | Yekaterina Dmitrichenko Anna Ureke                  | 6:1, 6:0                |
| 3.  | 5. Dezember 2020   | Kairo                | ITF W15        | Sand              | Lexie Stevens        | Elina Awanessjan Hanna Kubarawa                     | 3:6, 6:4, [10:8]        |
| 4.  | 26. Dezember 2020  | Monastir             | ITF W15        | Hartplatz         | Weronika Falkowska   | Aubane Droguet Helena Stevic                        | 6:2, 6:2                |
| 5.  | 2. Januar 2021     | Monastir             | ITF W15        | Hartplatz         | Inès Ibbou           | Fiona Ganz Elena Gemović                            | 6:3, 6:1                |
| 6.  | 13. Februar 2021   | Scharm asch-Schaich  | ITF W15        | Hartplatz         | Kristýna Lavičková   | Miharu Imanishi Justina Mikulskytė                  | 7:60, 6:4               |
| 7.  | 6. März 2021       | Scharm asch-Schaich  | ITF W15        | Hartplatz         | Erika Sema           | Mana Ayukawa Ayano Shimizu                          | 1:6, 6:4, [2:1] Aufgabe |
| 8.  | 24. Juli 2021      | Olmütz               | ITF W60        | Sand              | Jessie Aney          | Bárbara Gatica Rebeca Pereira                       | 6:1, 6:0                |
| 9.  | 7. August 2021     | Pärnu                | ITF W25        | Sand              | Justina Mikulskytė   | Rutuja Bhosale Magali Kempen                        | 6:75, 6:3, [10:5]       |
| 10. | 13. November 2021  | Aparecida de Goiânia | ITF W25        | Sand              | Laura Pigossi        | Merel Hoedt Luisa Meyer auf der Heide               | 6:2, 7:65               |
| 11. | 10. Juni 2022      | Pörtschach           | ITF W60        | Sand              | Jessie Aney          | Jenny Dürst Weronika Falkowska                      | 6:3, 6:4                |
| 12. | 3. September 2022  | Wien                 | ITF W25        | Sand              | Lena Papadakis       | Živa Falkner Amarissa Tóth                          | 7:68, 6:4               |
| 13. | 2. Oktober 2022    | Otočec               | ITF W25        | Sand              | Jessie Aney          | Irina Chromatschowa Iryna Schymanowitsch            | 3:0, Aufgabe            |
| 14. | 14. Januar 2023    | Loughborough         | ITF W25        | Hartplatz (Halle) | Viktória Morvayová   | Justina Mikulskytė Bibiane Schoofs                  | 6:3, 63:7, [10:6]       |
| 15. | 21. Januar 2023    | Tallinn              | ITF W40        | Hartplatz (Halle) | Jessie Aney          | Freya Christie Ali Collins                          | 6:4, 63:7, [10:7]       |
| 16. | 22. April 2023     | Bellinzona           | ITF W60        | Sand              | Conny Perrin         | Freya Christie Ali Collins                          | 3:6, 7:69, [10:5]       |
| 17. | 19. Mai 2023       | Saint-Gaudens        | ITF W60        | Sand              | Sofja Lansere        | María Herazo González Adriana Reami                 | 6:0, 3:6, [10:6]        |
| 18. | 1. Juli 2023       | Périgueux            | ITF W25        | Sand              | Sapfo Sakellaridi    | Jessy Rompies Olivia Tjandramulia                   | 6:2, 6:1                |
| 19. | 7. Juli 2023       | Getxo                | ITF W25        | Sand (Halle)      | Diletta Cherubini    | Nicole Fossa Huergo Noelia Zeballos                 | 6:2, 6:4                |
| 20. | 26. August 2023    | Přerov               | ITF W25        | Sand              | Sapfo Sakellaridi    | Angelica Moratelli Camilla Rosatello                | 6:2, 6:3                |
| 21. | 2. September 2023  | Collonge-Bellerive   | ITF W60        | Sand              | Conny Perrin         | Estelle Cascino Diāna Marcinkēviča                  | 7:64, 6:1               |
| 22. | 10. September 2023 | Bari                 | WTA Challenger | Sand              | Katarzyna Kawa       | Valentini Grammatikopoulou Elixane Lechemia         | 6:1, 6:2                |
| 23. | 13. Januar 2024    | Nonthaburi           | ITF W50        | Hartplatz         | Xenija Saizewa       | Maja Chwalińska Yūki Naitō                          | 7:5, 7?:6               |
| 24. | 6. April 2024      | La Bisbal d’Empordà  | WTA Challenger | Sand              | Miriam Kolodziejová  | Tímea Babos Dalma Gálfi                             | Walkover                |
| 25. | 13. April 2024     | Saragossa            | ITF W100       | Sand              | Miriam Kolodziejová  | Angelica Moratelli Camilla Rosatello                | 6:2, 6:3                |
| 26. | 8. Februar 2025    | Cluj-Napoca          | WTA 250        | Hartplatz (Halle) | Magali Kempen        | Jaqueline Cristian Angelica Moratelli               | 6:3, 6:1                |
| 27. | 5. April 2025      | La Bisbal d’Empordà  | WTA Challenger | Sand              | Magali Kempen        | Darja Semeņistaja Nina Stojanović                   | 7:61, 6:1               |
| 28. | 10. Mai 2025       | Saint-Gaudens        | ITF W75        | Sand              | Gabriela Knutson     | Émeline Dartron Tiantsoa Sarah Rakotomanga Rajaonah | 6:2, 6:2                |
| 29. | 24. Mai 2025       | Kuršumlijska Banja   | ITF W75        | Sand              | Ayla Aksu            | Freya Christie Schibek Qulambajewa                  | 6:4, 6:2                |
| 30. | 2. August 2025     | Maspalomas           | ITF W100       | Sand              | Magali Kempen        | Madeleine Brooks Eudice Chong                       | 6:2, 6:3                |
| 31. | 9. August 2025     | Koksijde             | ITF W50        | Sand              | Magali Kempen        | Anastasia Abbagnato Mariana Dražić                  | 7:65, 5:7, [10:6]       |

## Persönliches
Ihre Mutter Kateřina Sisková war ebenfalls Tennisprofi. Sie erreichte im Einzel eine Weltranglistenplatzierung von 58.